# 伟大的查理曼
《伟大的查理曼》（加泰羅尼亞語：El Gran Carlemany）是安道爾的國歌。